# Vrapče, Tutin
Vrapče (izvirno srbsko Врапче) je naselje v Srbiji, ki upravno spada pod Občino Tutin; slednja pa je del Raškega upravnega okraja.

## Demografija
V naselju živi 44 polnoletnih prebivalcev, pri čemer je njihova povprečna starost 30,9 let (29,5 pri moških in 32,6 pri ženskah). Naselje ima 9 gospodinjstev, pri čemer je povprečno število članov na gospodinjstvo 6,44.
|  |

| Demografija | Demografija     | Demografija     |
| Leto        | Št. prebivalcev | Št. prebivalcev |
| ----------- | --------------- | --------------- |
|             |                 |                 |
|             |                 |                 |
|             |                 |                 |
|             |                 |                 |
| 1948        | 122             |                 |
| 1953        | 135             |                 |
| 1961        | 142             |                 |
| 1971        | 148             |                 |
| 1981        | 163             |                 |
| 1991        | 127             | 126             |
| 2002        | 66              | 58              |
|             |                 |                 |

| Etnična sestava po popisu iz leta 2002 | Etnična sestava po popisu iz leta 2002 | Etnična sestava po popisu iz leta 2002 | Etnična sestava po popisu iz leta 2002 | Etnična sestava po popisu iz leta 2002 |
| -------------------------------------- | -------------------------------------- | -------------------------------------- | -------------------------------------- | -------------------------------------- |
| Bošnjaki                               | Bošnjaki                               |                                        | 42                                     | 72,41%                                 |
| Srbi                                   | Srbi                                   |                                        | 15                                     | 25,86%                                 |
| Muslimani                              | Muslimani                              |                                        | 1                                      | 1,72%                                  |
| Neznano                                | Neznano                                |                                        | 0                                      | 0,0%                                   |